# 鹿角镇 (彭水县)
鹿角镇，是中华人民共和国重庆市彭水苗族土家族自治县下辖的一个乡镇级行政单位。

## 行政区划
鹿角镇下辖以下地区：
鹿角社区、周家村、乌江村、红专村、王家村、水麻村和横路村。